# Instituto Tecnológico de Linares
El Instituto Tecnológico de Linares es una institución de educación superior que se localiza en la ciudad de Linares, Nuevo León, México.

## Ubicación
El Instituto Tecnológico de Linares se encuentra ubicado en el km. 157 de la carretera Nacional 85, en el tramo Linares-Hualahuises, siendo su posición geográfica determinada por los paralelos 23° 10' 27 y 27° 46' 55, estando a una altitud de 360 m sobre el nivel del mar.

## Historia
Se inició como Instituto Tecnológico Agropecuario n.º 12, dependiente de la Dirección General de Educación Tecnológica Agropecuaria en el mes de septiembre de 1977, ubicádose en las instalaciones del Centro de Bachillerato Tecnológico Agropecuario n.º 29, localizado en el km. 159 de la carretera Nacional 85. En su inicio, ofreció a la comunidad estudiantil de la región, dos carreras subprofesionales (Agrónomo o Zootecnista), las cuales se cursaban en dos años. De estas modalidades egresaron tres generaciones: 1977-1979, 1978-1980, 1979-1981.
En 1981, dando seguimiento a las reformas educativas, los planes quedan en liquidación para dar origen a dos carreras de Ingeniería a nivel superior, denominándose, Ingeniero Agrónomo Fitotecnista e Ingeniero Agrónomo Zootecnista egresando en la primera generación un total de 42 alumnos en las dos especialidades.
En 1984, fue necesario ofrecer la carrera de Ingeniero Agrónomo, con la especialidad en Industria, atendiendo las disposiciones de la D.G.E.T.A., al ser transferidos 57 alumnos de la especialidad, procedentes del Instituto Superior de Estudios Tecnológicos Agropecuarios de Roque, Guanajuato.
En 1985, se autoriza la carrera de Ingeniero Agrónomo en la especialidad de Desarrollo Rural en la modalidad de Educación Abierta para atender exclusivamente a personal de los Centros de Bachilleratos Tecnológicos Agropecuarios del país, teniendo como resultado una matrícula de 80 alumnos en esta carrera.
En septiembre de 1986, atendiéndose a las reformas educativas para el área de agronomía, se reestructuraron los planes de estudio y dan paso a las carreras de Ingeniero Agrónomo en Sistemas de Producción Agrícola o Pecuario, quedándose en liquidación los planes de estudios anteriores.
En septiembre de 1992, por disposiciones de la Subsecretaría de Educación e Investigación Tecnológica, en lo referente a la racionalización en el uso de los recursos humanos y materiales de la Secretaría de Educación Pública, el Instituto Tecnológico Agropecuario n.º 12 se transfiere a la Dirección general de Institutos Tecnológicos (La DGIT actualmente atiende 215 mil estudiantes en los tecnológicos federales y 75 mil en los descentralizados un total de 290 mil alumnos) y se autoriza la impartición de las carreras de Ingeniería Electromecánica y Licenciatura en Informática, mismas que se anexan a las carreras de Agronomía que se venían impartiendo.
A partir de septiembre de 1993, se hacen las reformas a los planes de estudio de las carreras de Agronomía, tomando en cuenta las necesidades que indican las bolsas internacionales de trabajo y surge la carrera de Ingeniería en Agronomía.
En septiembre de 1994, la Dirección General de Institutos Tecnológicos, permite abrir nuevos renglones educativos y se autoriza la carrera de Ingeniería Industrial, y se ofrecieron cuatro carreras: Licenciatura en Informática, Ingeniería Industrial, Ingeniería Electromecánica e Ingeniería Agronómica.
En agosto del 2000, se ofrece la carrera de Ingeniería en Sistemas Computacionales, teniendo cinco carreras En agosto del 2002 se ofreció la carrera de Ingeniería en Industrias Alimentarías, la cual suplió a la carrera de Ingeniería Agronómica.

## Carreras Profesionales
Actualmente se tienen cinco carreras, que son:
- Ingeniería Industrial
- Ingeniería Electromecánica
- Ingeniería en Gestión Empresarial.
- Ingeniería en Industrias Alimentarías
- Ingeniería en Sistemas Computacionales

## Asociaciones
- ANFEI (Asociación Nacional de Facultades y Escuelas de Ingenierías)[1]